# 1891年成文法編正法令
《1891年成文法編正法令》（英語：Statute Law Revision Act 1891；54 & 55 Vict c 67）是英國國會的一項法令。
截至2010年底，該法令在大不列顛仍部分有效。
根據《2007年成文法編正法令》第2(2)(a)條 （页面存档备份，存于）及附表1第4部，愛爾蘭共和國保留了該法令。

## 第2條
本條由《1977年司法行政法令》第32(4)條及附表5第V部 （页面存档备份，存于）廢除。

## 附表
本法令附表由《1908年成文法編正法令》（8 Edw 7 c 49）第1條及附表廢除。

## 外部連結
- List of amendments and repeals in the Republic of Ireland from the Irish Statute Book （页面存档备份，存于）